# Pavonado

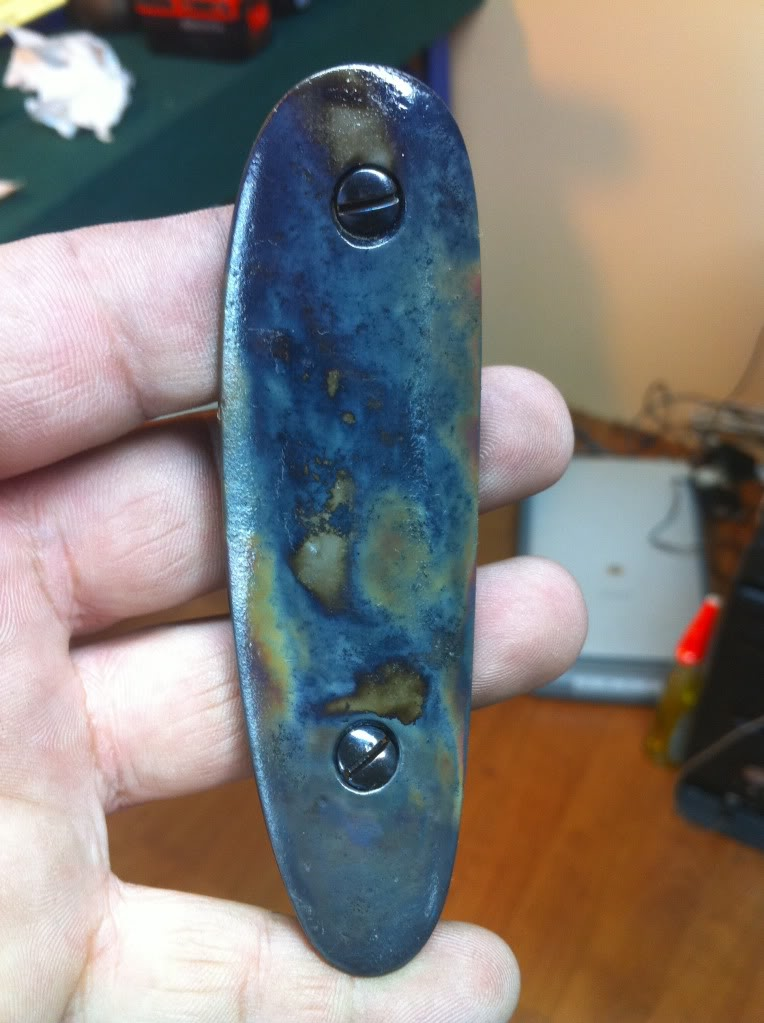
Placa de metal con el tono azulado propio del pavonado.

El pavonado consiste en la generación de una capa superficial de magnetita, óxido ferroso-diférrico (Fe3O4), alrededor de las piezas de acero para mejorar su aspecto y evitar su corrosión.

## Historia
Los orígenes del pavonado son un tanto inciertos. Lo que sí se conocía es que calentando el acero hasta alcanzar un tono azulado y sumergiéndolo en aceite, aumentaba considerablemente su resistencia a la herrumbre.
Al parecer, la apariencia negra azulada del óxido de hierro, similar al plumaje de un pavo, es lo que le da el nombre al proceso.

## Definición y tipos de pavonado
El pavonado consiste en la generación de una capa superficial de magnetita, óxido ferroso-diférrico (Fe3O4), alrededor de las piezas de acero para mejorar su aspecto y evitar su corrosión.
El desgaste y deterioro del pavonado, aunque antiestético, es uno de los “males menores” que con más frecuencia suelen afectar al metal ferroso.
En el mercado existen varios productos para el pavonado en frío, válido para pequeños retoques, lo cierto es que para grandes superficies y sobre todo en los procesos de restauración no es suficiente.
Existen dos métodos de pavonado: el ácido (frío) y el alcalino (caliente). El ácido, es sin duda, el método que proporciona mejor calidad, durabilidad y aspecto, pero requiere mucho tiempo para lograr el resultado deseado. El pavonado ácido se obtiene mediante la aplicación de productos químicos que proporcionan una oxidación superficial de gran adherencia y durabilidad. En cambio el pavonado alcalino es mucho más fácil de lograr y en muy poco tiempo, por lo que es el método utilizado habitualmente en la restauración de pequeñas piezas que han perdido el pavonado original.
Se han realizado nuevas mejoras en el proceso tradicional de pavonado en caliente, clasificadas como "óxidos negros de media temperatura". Estas químicas patentadas operan a 93 a 99 °C, lo que las hace más fáciles y seguras de operar.

### Pavonado por inmersión
Las piezas resultantes de este tipo de pavonado toman una coloración azulada, por lo que también se le conoce como azulado.
Se trata de la inmersión de las piezas metálicas en una mezcla de nitrato de potasio y nitrato de sodio a temperaturas de entre 310 y 350 °C. Después de llevar a cabo esta inmersión, las piezas son lavadas con jabón caliente, con lo que termina el proceso de pavonado por inmersión.

### Pavonado por calentamiento
Este proceso de pavonado se lleva a cabo en hornos a temperaturas de 400 °C. Para iniciar el proceso es necesario llevar a cabo la minuciosa limpieza de las piezas metálicas para desprenderles la herrumbre y suciedad. Posteriormente se recubren con una solución de asfalto al 25% aunque igualmente se puede utilizar una solución de barniz de aceite en gasolina. Luego de este paso, las piezas metálicas se colocan sobre una malla de hierro y se introducen en el horno alrededor de 10 minutos, con lo que termina el proceso.
El pavonado se puede realizar en metal laminado, pero se utiliza con más frecuencia en los cañones de las armas y en otros componentes de las armas de fuego.

## La importancia de una buena instalación de pavonado
El pavonado es un método muy eficaz para evitar la corrosión de los metales siempre y cuando se lleve a cabo en instalaciones adecuadas para dichos procesos. Cuando las plantas de pavonado están mal diseñadas o mal instaladas se puede presentar una serie de contratiempos, tales como: ineficacia del proceso, producción de piezas deficientes, roturas de las piezas resultantes, nula protección a la corrosión o producción de elementos tóxicos. Por esta razón es necesario contar con asesores que tengan el conocimiento necesario para llevar a cabo la instalación de plantas de pavonado.